# Партизанска имена
Партизанска имена била су конспиративна имена, најчешће надимци, која су користили партизански борци и руководиоци, као и активисти Народноослободилачког покрета (НОП) у циљу скривања свог правог идентитета од окупатора и квислинга.
Народноослободилачки партизански покрет организовала је и предводила Комунистичка партија Југославије (КПЈ), која је од 1921. до 1941. деловала илегално, јер је била забрањена од власти Краљевине Југославије. Искуства која су чланови и активисти КПЈ стекли у дугогодишњем илегалном партијском раду, била су основа за организовање покрета отпора. Коришћење илегалних имена била је једна од првих мера заштите јер су окупаторско-квислиншким органима отежавали идентификовање особе, посебно када су у питању били истакнути револуционари, чији су се подаци налазили у архивама предратне југословенске полиције. Скривањем правих имена штићени су и чланови њихових породица, јер су окупатори и квислинзи прогањали и хапсили, а неретко и убијали чланове породица и ближе рођаке партизанских бораца и руководилаца.
Партизанска имена коришћена су подједнако код бораца и руководилаца који су се борили у партизанским јединица, као и код оних који су илегално деловали на окупираној територији или у окупираним градовима. Корист њихове примене била је немерљива приликом хапшења неког од чланова партијских или партизанскох група, јер уколико би се он одлучио на сарадњу са окупаторско-квислиншким истражним органима, могао им је открити само лажна имена других чланова, што им је отежавало потрагу. Многи ухапшени партизани или илегалци, чак ни под најтежим мукама нису истражитељима хтели да открију свој прави идентитет, па су неретко одвођени у логоре и тамо убијани под илегалним именима. Ђука Динић, члан Месног комитета КПЈ за Београд, коју је септембра 1942. Специјална полиција ухапсила под илегалним именом Радмила Обрадовић, истражитељима није открила право име, па је под лажним именом боравила у логору Бањица и под њим стрељана маја 1943. године. Исти случај догодио се и са Десом Лежајић, супругом Јанка Лисјака, секретара МК КПЈ за Београд, која је стрељана под лажним именом Љубица Чобановић.
Лажна имена користили су и руководиоци КПЈ/НОП, који су били друге националности, а деловали су у крајевима где је доминирало становништво друге националности или су као истакнути револуционари морали скривати свој идентитет. Јевреји Рафаел Батино (Миша Цветковић), Адолф Штајнбергер (Драго Домјанић), Роберт Домани (Владо Иванић) и Елиас Енгел (Илија Анџић) који су деловали у Санџаку, односно на Кордуну и у Загребу, користили су се псеудонима. Алојз Коцмур имао је партизанско име Коста Војновић, а шпански добровољац Петар Драпшин доласком у Херцеговину узео је илегално име Павле Илић. Такође, Владимир Бакарић, политички комесар Главног штаба Хрватске, доласком на слободну територију Лике користио се илегалним именом Владо Катић.
Јосип Броз, Врховни командант НОВ и ПОЈ и генерални секретар КПЈ, користио је након изласка из затвора 1934. псеудоним Тито. Након повратка у земљу, користио је документа са лажним именима, од којих је најчешће користио документа на име инжењера Славка Бабића. Такође, током рада у Коминтерни био је познат под псеудонимима Руди и Валтер. Од почетка Народноослободилачког рата користио се искључиво псеудонимом Тито, што је окупаторско-квислиншким службама отежало откривање његовог правог идентитета све до 1943. године. Веровало се да је Рус (неки су чак тврдили да је у питању Виктор Лебедев, бивши службеник совјетске амбасаде у Београду), док је квислиншка штампа извештавала да је Тито скраћеница од Тајна Интернационална Терористичка Организација. И остали чланови Врховног штаба, односно Политбироа ЦК КПЈ, користили су се псединомима — Александар Ранковић користио је име Марко, Едвард Кардељ имена Бевц и Криштоф, Франц Лескошек име Лука, Раде Кончар надимак Брко, Иван Милутиновић псеудоним Милутин, а Милован Ђилас Ђидо. Лола Рибар користио је псеудоним Фишер, Моша Пијаде Чича Јанко, Сретен Жујовић Црни, Светозар Вукмановић Темпо и др.
Партизанска имена додељивана су борцима углавном приликом ступања у партизанску јединицу, а била су разноврсна од обичних имена, до надимака везаних за име или презиме личности до неких физичких особина, професије или склоности особе. Павле Илић, помоћник начелника Врховног штаба и Станко Пауновић, политички комесар Штаба НОП одреда Срема, обојица родом из Неготина, користили су партизанско име Вељко, по хајдук Вељку. Попут њих, Христијан Тодоровски је користио надимак Карпош, по вођи устанка против Турака из 1689. године. Посебно популарно партизанско име било је Корчагин, по Павлу Корчагину, главном лику из романа Како се калио челик, совјетског писца Николаја Островског. Поред њега, били су популарна и надимци са руском/совјетском тематиком — Владимир Кнежевић Волођа, Анђелко Родић Буђони, Милан Степановић Матроз и др.
Велики број бивших шпанских добровољаца, који су се након повратка у земљу борили у партизанима, добијали су име Шпанац. Међу најпознатијима са овим надимцима били су — Жикица Јовановић, Фадил Јахић, Милан Благојевић, Данило Лекић и др. Неки од шпански добровољаца користили су и друга имена, неретко стечена још у шпанском грађанском рату — лекар Гојко Николиш надимак Медико, Ахмет Фетахагић Челик, Вјећеслав Цветко Флорес и др, док је Миха Пинтар надимак Толедо, добио по истоименом граду у Шпанији. Иван Хариш, шпански добровољац, који је у Шпанији завршио диверзантски курс и током рата био командант диверзантске групе Главног штаба НОВ и ПО Хрватске, добио је надимак Илија Громовник.
Партизанско име Јована Веселинова, секретара Покрајинског комитета КПЈ за Војводину, било је Жарко, које је узео по свом саборцу са робије Жарку Аћимову, а поред њега, партизанска имена, сачињена од обичних имена, имали су између осталих — Иван Мачек Матија, Петар Матић Дуле, Обрад Лазовић Живко и многи др. Честа су била партизанска имена везана за професију, па су тако надимак Металац носили металски радници Лазар Саватић и Бранко Милошевић; Владимир Букилић, бивши учесник богословије у Призрену имао је надимак поп Мићо; такође надимак Уча био је распрострањен код људи који су били учитељи — Жарко Зрењанин, Душан Јерковић и др. Поред професије, партизанска имена била су неретко везана за крај из које је особа долазила или где је деловала – Милка Керин Похорска, Милун Минић Шумадинац, Тома Ивановић Мачкатовац, Драгољуб Радосављевић Топлица, Владимир Немет Брацо Козарчанин, Јоже Грегорич Горењц и др. Бранко Бабич, који је од 1941. до 1943. деловао у Босанској крајини носио је надимак Словенац, а Јосип Антоловић који се на почетку устанка нашао у Мачви имао је надимак Хрват. Дешавало се да чланови исте продице, носе слична партизанска имена, па су тако брат и сестра Тривун и Радника Витасовић из Лаћарка, код Сремске Митровице носили имена Лебарник и Лепињица.
Иако су за већину, партизанска имена била само привремена, многи партизански борци и руководиоци су их задржали као саставни део свог имена до краја живота, попут Светозара Вукмановића Темпа, Слободана Пенезића Крцуна, Ђуре Пуцара Старог и др.